# Ara Abrahamian
Ara Abrahamian, född den 27 juli 1975 i Leninakan (nuvarande Gjumri), Armeniska SSR, Sovjetunionen, är en svensk brottare med armeniskt ursprung. Abrahamian bor i Stockholm och tävlar för Spårvägens Brottningsklubb. 

## Karriär
Abrahamian började träna brottning i Armenien, som då tillhörde Sovjetunionen, vid åtta års ålder. 1994 tävlade han för det armeniska juniorlandslaget i Stockholm Junior Open. Han vann tävlingarna för Armenien, men efter tävlingarna stannade han, såväl som hans lagkamrater Samuel Manukian och Ara Gasporian i Sverige. Med hjälp av bekanta i Sverige fick de kontakt med klubben Spårvägen. Klubben hjälpte till med bostad och nödvändiga papper så att Abrahamian kunde stanna i Sverige och senare delta i det svenska landslaget.   
Vid EM 1996 och 1998 tävlade han dock för Armenien. Abrahamian vann sin första SM-medalj 1997, blev svensk medborgare 1998 och tävlade första gången för svenska landslaget vid VM 1999 där han blev 6:a.

### VM 2001[2]
Abrahamian tävlade 2001 i VM som hölls i Sofia i Bulgarien respektive Patras Grekland. Motståndare i VM-finalen var Aleksej Misjin, som han förlorat mot i EM-finalen i Istanbul fem månader tidigare. Efter 5.04 vann Abrahamian och blev den första svenska världsmästaren i brottning sedan 1995, då Mikael Ljungberg vann i Prag.
Han fick åter EM-silver 2002 i Seinäjoki, efter finalförlust mot Hamza Yerlikaya. Han återvann sin VM-titel 2002 efter att ha besegrat ryssen Alexander Menschikow i finalen.

### OS 2004
Efter VM 2001 försvann Abrahamians viktklass 76 kilo och han har sedan dess valt 84-kilosklassen.
Abrahamian tog sig till finalen i OS i Aten 2004 där han mötte ryssen Aleksej Misjin. Efter full tid stod det 0-1; Misjin hade fått en poäng när Ara släppt en koppling. Detta innebar förlängning, eftersom en brottare med dåvarande regler måste ha tre poäng för att kunna vinna. Under förlängningen tilldömdes Abrahamian ett poäng när ryssen släppte en krysstags-koppling. När sedan matchen var färdig, efter nio minuter, stod det 1-1.
Enligt de dåvarande reglerna skulle den brottare som har minst varningar och tillsägelser vinna. I detta fall var det ryssen Misjin, han hade en passivitetsvarning, Abrahamian två.
Abrahamian hade sagt att han skulle sluta sin karriär efter OS 2004. Men efter ett års betänketid beslutade sig för att satsa på OS i Peking. Vid VM 2007 säkrade Abrahamian en OS-plats efter att han förlorat bronsmatchen mot georgiern Badri Chasaia.

### OS 2008
En fjärdeplats i VM 2007 innebar en plats i OS i Peking 2008. I semifinalen där förlorade Abrahamian mot italienaren Andrea Minguzzi, men vann sedan bronsmatchen. 
Han blev dock diskvalificerad på grund av osportsligt uppträdande vid prisutdelningen och blev därmed fråntagen bronsmedaljen. Abrahamian och den svenske förbundskaptenen Leo Mylläri ansåg att semifinalen var felaktigt dömd och lämnade in en protest mot den schweiziska domaren Jean-Marc Petoud. Efter matchen vägrade Abrahamian att gå fram när domaren skulle lyfta vinnarens hand.
Abrahamian återvände till tävlingen för att tävla i den resulterande bronsmatchen som han vann. Efter att ha fått sin medalj vid prisceremonin skakade han hand med prisutdelaren och gick sedan ifrån podiet och lade medaljen i mitten av brottningsmattan och lämnade arenan.
Internationella brottningsförbundet (FILA) reagerade starkt på Ara Abrahamians protest och uppträdande. De begärde hos Internationella olympiska kommittén (IOK) att han skulle bli av med sin bronsmedalj och stängas av på livstid. Efter förhör med ledamöter från IOK:s disciplinkommitté beslutade IOK den 16 augusti att frånta Abrahamian medaljen, och dra in hans olympiska ackreditering, vilket innebar att han måste lämna OS-byn. Grunden för beslutet var att han genom att uppträda osportsligt hade brutit mot den olympiska andan.
Händelsen som ledde till protesten var att ett poäng utdelat till Abrahamian, som hade lett honom till en tredje avgörande rond mot den kommande OS-guldmedaljören, blev ändrat med skiftande förklaringar som felaktiga blockeringar och mattflykt. De svenska ledarna menade att den enda kroppsdel som var fullständigt ute på det blå området var Abrahamians vänstra hand och att det inte var skäl nog till poängbestraffning. De begärde därför en videogranskning av matchen men begäran avslogs. Svenskarna var också missnöjda med en situation i den första perioden; efter en minuts brottning lottas vem som ska hamna i parterre-underläge först. En boll ska dras ur en säck för att avgöra, och de svenska ledarna ansåg att det på tv-bilderna tydligt syntes att Petoud tittade ned i säcken innan han drog bollen. Förbundskapten Leo Mylläri anklagade efter semifinalförlusten domarkåren för att vara korrumperad och efter sina protester valde Abrahamian att i flera intervjuer uttala sig mycket kritiskt mot FILA bland annat för att vara korrupt. Exempelvis menade han att FILA:s italienska vice ordförande Matteo Pellicone varit inblandad i djupgående fusk med domare och mutor. Pellicone bemötte de svenska anklagelserna med att det inte alls finns något skandalöst kring semifinalmatchen och att svenskarna kan komma med alla överklaganden de vill.

#### Efterspel
Abrahamian och SOK anmälde FILA till Idrottens skiljedomstol (CAS) som hade en utfrågning i ärendet 22 augusti. Abrahamian och SOK ville att CAS skulle utreda om resultatet i hans omdiskuterade semifinal skulle ändras och om någon av funktionärerna i FILA skulle bestraffas. SOK och Abrahamian underströk att man inte ville att medaljfördelningen skulle ändras. Inte heller ville man att CAS skulle utreda om IOK gjorde rätt som diskvalificerade Abrahamian och skickade hem honom.
CAS gav den 23 augusti Ara Abrahamian rätt och kräver att FILA ändrar sina regler till kommande OS. "Fila måste, utifrån den olympiska chartern och sina egna interna regler, i sitt regelverk erbjuda procedurer för en överklagansjury för att omedelbart kunna ta upp klagomål från idrottsmän och andra inblandade om att domare i en tävling inte har följt Fila:s regler och procedurer", skrev CAS i sin 20-sidiga rapport där de uttrycker sympati för Abrahamian. Han hade rätt att visa sin frustration. CAS fäste även avseende vid att Fila inte medverkade under utredningens förhör eller hjälpte till med undersökningen av ärendet. CAS har inte tagit ställning till IOK:s agerande, vilket inte heller Abrahamian och SOK hade krävt.
Ara deltog i Mästarnas mästare och kom nionde plats. Han deltog även i Det största äventyret 2017 och kom på fjärde plats.
Abrahamian meddelade i Peking att han slutar med brottning efter Olympiska Spelen, men efter hemkomsten sa Abrahamian att han kanske är beredd på ny OS-satsning.
I februari 2012 meddelade Abrahamian sina planer på att göra en ny OS-satsning till OS i London. Men han lyckades inte att kvalificera sig.

## Meriter
- Svensk mästare: 1999, 2000, 2001, 2002, 2003 och 2008.
- 1994: 7:a JEM i 74 kg (Tävlade för Armenien)[17][18]
- 1996: 12:a EM i 74 kg (Tävlade för Armenien)
- 1998: 17:e VM i 85 kg (Tävlade för Armenien)
- 1999: 6:a VM i 76 kg
- 2000: 6:a OS, 5:a EM i 76 kg
- 2001: 1:a VM, 2:a EM i 76 kg
- 2002: 1:a VM, 2:a EM i 84 kg
- 2003: 2:a VM i 84 kg
- 2004: 2:a OS i 84 kg
- 2006: 8:a VM i 84 kg
- 2007: 5:a VM i 84 kg
- 2008: 3:a EM i 84 kg

### Utmärkelser
- Ivars Guldsko 2001 och 2004.
- Nominerad till Årets manlige idrottare vid Svenska idrottsgalan 2003 och 2005
- Utsedd till "Bästa brottare på SM" 2000 och 2001.
- Utsedd till "Bästa brottare på VM" 2001.

## Civil karriär
Abrahamian grundade 2001 bemanningsföretaget Jourbemanning AB. Företaget har samarbete med idrottsvärlden och flertalet av de anställda är eller har varit brottare på elitnivå.